# Liste des lieux et monuments d'Espoo
Cet article liste des lieux et monuments d'Espoo en Finlande.

## Architecture

### Manoirs et châteaux
- Manoir d'Alberga
- Manoir de Bastvik
- Manoir de Bodom
- Manoir d'Espoo
- Manoir de Gumböle
- Manoir d'Hagalund
- Manoir de Träskända
- Manoir de Soukanpohja
- Villa Elfvik
- Villa Bergvik (fi)
- Villa Breidablick
- Villa Carlstedt
- Villa Dalby (fi)
- Villa Dalkulla
- Villa Eka
- Villa Fridhem (fi)
- Villa Frosterus
- Villa Granholmen (fi)
- Villa Koli
- Villa Korsnäs (fi)
- Villa Larsvik (fi)
- Villa Marjaranta (fi)
- Villa Miniato
- Villa Pentry
- Villa Rulludd
- Villa Solkulla (fi)
- Villa Stakeudd (fi)
- Villa Tallholmen (fi)
- Villa Vestanvik (fi)
- Villa Zilliacus (fi)
- Villa Åkerblom (fi)

### Édifices religieux
- Église d'Espoonlahti
- Chapelle de Kauklahti
- Chapelle de Kellonummi
- Église de Leppävaara
- Chapelle de Matasaari
- Église d'Olari
- Chapelle d'Otaniemi
- Chapelle de Perkkaa (fi)
- Chapelle de Soukka
- Chapelle de Suvela
- Église de Tapiola
- Église orthodoxe

### Commerces
- Ainoa
- Entresse
- Espoontori
- Galleria
- Heikintori
- Iso Omena
- Karakallio (fi)
- Liila
- Lippulaiva
- Merituuli (fi)
- Niitty
- Olari (fi)
- Sello
- Suuris (fi)

### Transports

#### Gares
- Gare routière de Westend
- Gare d'Espoo
- Gare de Mäkkylä
- Gare de Kauklahti
- Gare de Kera
- Gare de Kilo
- Gare de Leppävaara
- Gare de Tuomarila

#### Stations de métro
- Lauttasaari
- Matinkylä
- Keilaniemi
- Aalto-yliopisto
- Tapiola
- Urheilupuisto
- Niittykumpu
- Matinkylä.
- Finnoo
- Kaitaa
- Soukka
- Espoonlahti
- Kivenlahti

#### Ponts
- Pont de Finnevik
- Pont de Matinkartano

### Sports
- Rantaraitti
- Otahalli
- Hippodrome de Vermo
- Espoo Metro Areena
- Parc sportif de Tapiola
- Parc sportif de Leppävaara
- Parc sportif d'Espoonlahti
- Parc aquatique Serena
- Piscine de Leppävaara
- Piscine centrale d'Espoo
- Piscine d'Espoonlahti
- Piscine de Tapiola
- Esport Arena
- Patinoire de Matinkylä (fi)
- Salle de tennis de Westend (fi)

### Hôpitaux, centres médicaux
- Hôpital d'Espoo
- Hôpital de Jorvi

### Résidences
- Keilaniemen tornit (fi)
- Tour de Leppävaara
- Meritorni
- Mäntytorni
- Reimantorni
- Taskumattitalot
- Niittyhuippu
- Tour panoramique d'Espoo
- Tour centrale de Tapiola
- Villa Koli
- Espoon Koho
- Sellonhuippu

### Autres
- Siège de Fortum
- Tour de Kone
- Château d'eau d'Espoonlahti
- Château d'eau d'Otaniemi
- Château d'eau d'Haukilahti
- Château d'eau de Lakisto
- Krepost Sveaborg
- Centre de recherche technique de Finlande (VTT)
- Campus de Tieto à Keilalahti
- HTC Keilaniemi
- Innopoli
- Institut pour les technologies de l'information (HIIT)
- Centre des sciences de la vie Espoo

## Lieux

### Places et rues
- Kuusisaarentie
- Kunnarlantie
- Merituulentie
- Pohjantie
- Suomenlahdentie
- Finnoontie
- Espoonväylä
- Rantaraitti
- Länsiväylä
- kantatie 51
- Turunväylä
- Valtatie 1
- Kehä I
- Kehä III
- Kehä  II
- Seututie 120

### Parcs, cimetières
- Parc central d'Espoo
- Parc national de Nuuksio
- Träskändan kartanopuisto
- Karjakaivo (fi)
- Vanhan Albergan puutarha
- Kirkkosillanpuisto
- Leimuniitty
- Luukki
- Oittaan virkistysalue
- Pirttimäki
- Marketanpuisto (fi)
- Kasavuori
- Cimetière de Kellonummi

### Eaux, îles

#### Cours d'eau
- Espoonjoki

#### Îles
- Gåsgrund
- Hanasaari
- Iso Vasikkasaari
- Käärmesaari (fi)
- Kaparen
- Knapperskär
- Korkeasaari
- Kytö
- Lehtisaaret (fi)
- Miessaari
- Niittysaaret (fi)
- Rövaren (fi)
- Stora Herrö
- Torra Lövö
- Tvijälp (fi)
- Vehkasaari (fi)

#### Lacs
- Bodominjärvi
- Nuuksion Pitkäjärvi
- Pitkäjärvi
- Loojärvi
- Matalajärvi
- Saarijärvi
- Siikajärvi
- Lippajärvi
- Sahajärvi
- Velskolan Pitkäjärvi

## Culture

### Éducation
- Université technologique d'Helsinki
- Université Aalto
- Université des sciences appliquées Metropolia
- Université des sciences appliquées Laurea
- Lycée pour adultes d'Espoo (fi)
- Lycée mixte d'Espoo
- Lycée d'Espoonlahti
- Lycée de Tapiola-Sud
- Lycée d'Haukilahti
- Lycée de Kaitaa (fi)
- Lycée de Kuninkaantie (fi)
- Lycée de Leppävaara (fi)
- Lycée Mattlidens (fi)
- Lycée d'Olari (fi)
- Lycée d'Otaniemi
- Lycée de Tapiola-Nord
- Lycée de Tapiola
- Lycée de Viherlaakso (fi)

### Musées
- Musée de l'automobile
- Tarvaspää,
- Musée d'Art moderne
- Ferme-musée Glims
- Musée municipal (fi)
- Lelumuseo Hevosenkenkä (fi)
- Villa Rulludd
- Museo Leikki (fi)
- Opiskelijakulttuurimuseo (fi)
- Immeuble WeeGee
  - musée municipal d'Espoo (fi)
  - musée Helinä Rautavaara (fi)
  - Musée de l'horlogerie

### Autres
- Juvenalia
- Théâtre municipal d'Espoo
- Théâtre Musta aukko (fi)
- Théâtre Hevosenkenkä (fi)
- Théâtre Unga
- Bibliothèque municipale d'Espoo
- Bibliothèque d'Entresse
- Bibliothèques mobiles (fi)
- Bibliothèque d'Haukilahti (fi)
- Bibliothèque d'Iso Omena
- Bibliothèque de Kalajärvi (fi)
- Bibliothèque de Karhusuo (fi)
- Bibliothèque de Kauklahti (fi)
- Bibliothèque de Laajalahti (fi)
- Bibliothèque de Laaksolahti (fi)
- Bibliothèque de Nöykkiö (fi)
- Bibliothèque d'Otaniemi
- Bibliothèque de Lippulaiva
- Bibliothèque de Saunalahti (fi)
- Bibliothèque de Sello
- Bibliothèque de Suurpelto (fi)
- Bibliothèque de Tapiola (fi)
- Bibliothèque de Viherlaakso (fi)
- Centre culturel d'Espoo
  - Ecole de musique (fi)
- Bibliothèque de l'université Aalto
- Haltia